# Пођо Роза (Сијена)
Пођо Роза је насеље у Италији у округу Сијена, региону Тоскана.
Према процени из 2011. у насељу је живело 59 становника. Насеље се налази на надморској висини од 519 м.